# Ben Whalen
Benjamin „Ben“ Louis Whalen ist ein US-amerikanischer Schauspieler.

## Leben
Whalen stammt aus New York City. Nach seinem Abschluss an der University System of Maryland nahm er Schauspielunterricht am Stella Alder Studio of Acting in New York City. Anschließend begann er ein Schauspielstudium an der The Art of Acting Studio in Los Angeles. 2011 gab er sein Spielfilmdebüt in To Be King. Anschließend folgten Besetzungen in einer Reihe von Kurzfilmproduktionen sowie in den Fernsehserien Damages – Im Netz der Macht, Cinematic Self-Defense: Rolling Fours und Progress. 2014 stellte er in der Horrorkomödie Sex, Gras & Zombies! die Rolle des P. J. dar. Zwischen 2015 und 2016 stellte er in der Fernsehserie My Crazy Ex verschiedene Rollen dar. Von 2016 bis 2017 spielte er die titelgebende Hauptrolle des Rick in neun Episoden der Serie The Rick and Stanley Show. Episodenrollen erhielt er in Mein peinlicher Sex-Unfall, Trautes Heim, Mord allein und Deadly Sins – Du sollst nicht töten.

## Filmografie (Auswahl)
- 2011: To Be King
- 2011: Damages – Im Netz der Macht (Damages, Fernsehserie, Episode 4x07)
- 2011: Dream (Kurzfilm)
- 2012: Solitude (Kurzfilm)
- 2012: Gurlworld (Kurzfilm)
- 2013: Midnights with Adam (Kurzfilm)
- 2013: Cinematic Self-Defense: Rolling Fours (Fernsehserie)
- 2013: A Leading Man
- 2013: Progress (Fernsehserie, 3 Episoden)
- 2014: Sex, Gras & Zombies! (The Coed and the Zombie Stoner)
- 2014: Hotel Secrets & Legends (Fernsehserie, 2 Episoden)
- 2014: Truth or Dare (Kurzfilm)
- 2014: Open (Fernsehfilm)
- 2014: Forks & Lives (Miniserie)
- 2015: Mein peinlicher Sex-Unfall (Sex Sent Me to the ER, Fernsehdokuserie, Episode 1x36)
- 2015: Killer Ink – Dein erstes Tattoo wirst Du nie vergessen (Parlor)
- 2015–2016: My Crazy Ex (Fernsehserie, 3 Episoden, verschiedene Rollen)
- 2016: Soul Descends (Kurzfilm)
- 2016: The Coroner: I Speak for the Dead (Fernsehserie, Episode 1x02)
- 2016: Trautes Heim, Mord allein (Blood Relatives, Fernsehdokuserie, Episode 5x01)
- 2016: Deadly Sins – Du sollst nicht töten (Deadly Sins, Fernsehdokuserie, Episode 5x10)
- 2016–2017: The Rick and Stanley Show (Miniserie, 9 Episoden)
- 2017: I Need a Rebel (Miniserie)
- 2017: Evil in Her
- 2017: A Neighbor’s Deception (Fernsehfilm)
- 2017: Silent Creek
- 2017: Trip (Kurzfilm)
- 2018: Cynthia
- 2019: I Spit on Your Grave: Deja Vu
- 2019: Ranchlands
- 2022: Evolved 2023 (Kurzfilm)
- 2024: Marry my husband, Please! (Miniserie)
- 2024: Look What You Made Me Do (Miniserie)